# Timelesz
timelesz（原團名：Sexy Zone）是日本偶像男子音樂組合，隸屬於STARTO ENTERTAINMENT，其唱片原由波麗佳音負責發行﹐2020年唱片廠牌移籍至傑尼斯事務所與日本環球音樂合作的「Over The Top」（原名Top J Records）。他們於2011年9月29日在東京都帝國劇場出道，出道時平均年齡僅14.2歲，為傑尼斯事務所迄今正式出道的所有組合中之最低年齡紀錄。按照傑尼斯事務所官方的描述，其組合名中的“xy”應該為紅色。

## 組合成員
| 姓名     | 假名 | 生年月日       | 血型 | 出生地       | 代表色 | 附註 |
| -------- | ---- | -------------- | ---- | ------------ | ------ | --- |
| 菊池風磨 |      | 1995年3月7日   | A型  | 日本東京都   | ■ 紫   | |
| 佐藤勝利 |      | 1996年10月30日 | A型  | 日本東京都   | ■ 紅   | |
| 松島聰   |      | 1997年11月27日 | A型  | 日本靜岡縣   | ■ 綠   | 2018年11月28日，松島聰突發性恐慌症的惡化，於是親手寫聲明稿宣布為了專心治療病情將無限期休止活動。 2020年8月12日，透過事務所宣布回歸。 |
| 寺西拓人 |      | 1994年12月31日 | O型  | 日本神奈川縣 | ■ 水藍 | 2025年2月15日加入。 |
| 原嘉孝   |      | 1995年9月25日  | O型  | 日本神奈川縣 | ■ 黃綠 | 2025年2月15日加入。 |
| 橋本將生 |      | 1999年10月17日 |      | 日本神奈川縣 | ■ 粉   | 2025年2月15日加入。 |
| 豬俣周杜 |      | 2001年8月17日  | AB型 | 日本茨城縣   | ■ 黃   | 2025年2月15日加入。 |
| 篠塚大輝 |      | 2002年7月9日   | B型  | 日本大阪府   | ■ 白   | 2025年2月15日加入。 |

### 過往成員
| 姓名       | 假名 | 生年月日      | 血型 | 出生地     | 代表色 | 附註 |
| ---------- | ---- | ------------- | ---- | ---------- | ------ | --- |
| マリウス葉 |      | 2000年3月30日 | O型  | 德國海德堡 | ■ 橘   | 2020年12月2日﹐因身體欠佳，事務所發聲明表示其會在一定期間內暫停活動。 2022年12月31日，由團體畢業及退出演藝圈。 |
| 中島健人   |      | 1994年3月13日 | A型  | 日本東京都 | ■ 藍   | 2024年3月31日正式由團體畢業，但不退社。                                                                        |

## 組合簡歷

### 結成
2011年9月29日，傑尼斯事務所正式宣佈Sexy Zone結成。在東京帝國劇場舉行的記者招待會上，事務所宣佈Sexy Zone將以CD形式出道。 傑尼斯事務所社長Johnny喜多川表示是“麥可·傑克森的性感形象”讓他起了這個團名， 同時他也表示在選擇團員的時候非常注重他們“作為男人的性感”。 成員馬里烏斯葉的父親是德國人而母親則是台灣出身的日本人，Johnny喜多川表示“這讓團體更具有國際性”。
記者會后，Sexy Zone在同地點舉行的“Johnnys Imperial Theatre Special（Kis-My-Ft2與小傑尼斯）”表演上演唱了他們的出道單曲《Sexy Zone》。 這首歌曲也被選用為“2011年度世界杯排球赛”的特別應援歌曲。

### Sexy Family
2014年5月5日在橫濱公演時，宣布松島聰與馬里烏斯分別結成弟組，Sexy Zone 開始以三人制活動。松島聰與小傑尼斯的松田元太與松倉海斗結成「Sexy 松」(Show)；馬里烏斯則和小傑尼斯岩橋玄樹和神宮寺勇太結成「Sexy Boyz」。雖然表面上松島聰與馬里烏斯並沒有退出Sexy Zone，但實際上是等同於將已出道的兩人退回小傑尼斯的狀態。
另外，粉絲名稱正式定為「Sexy Girls」，並稱大家是一個Sexy Family。

### 五人體制再開至四人體制
2015年12月16日，發行第10張單曲「カラフルeyes」(colorful eyes)，同時再次以五人體制展開活動。
2018年8月25日、26日，擔任日本電視台的節目『24小時電視41「用愛來拯救地球」』的主持人。
2018年11月28日，松島聰突發性恐慌症的惡化，於是親手寫聲明稿宣布為了專心治療病情將無限期休止活動。
2020年8月12日，事務所發聲明指松島回歸幕前及Sexy Zone，並重啟活動。
2020年12月2日，因馬里烏斯身體狀況欠佳，事務所發聲明表示一定期間內的暫停活動。
2022年12月27日，事務所發布聲明公告，自2020年底起暫停活動的馬里烏斯將退出團體、與事務所解約並離開演藝圈。團體往後將正式以四人體制進行活動。

### 四人體制至三人體制、團體名稱更改
2024年1月8日，事務所發聲明指團體名稱於4月起更改、中島將自團體畢業著重於個人活動。4月1日起，團體名稱更改為「timelesz」並正式以三人體制進行活動，粉絲名為「secondz」。同時公布展開新成員選拔企劃「timelesz project」。

### timelesz project
2024年5月1日至6月2日期間，共18922人報名參加。新成員選拔企劃於2024年9月13日起在Netflix以「timelesz project -AUDITION-」的名稱獨家播出。於第二階段選出36名，經歷三次審查、四次審查、五次審查後，最終候補生為8名。2025年2月15日，選出5名新成員：豬俣周杜、篠塚大輝、橋本將生、寺西拓人、原嘉孝，正式以八人體制進行活動。

## 發展年譜

### 2011年
- 9月29日，正式宣佈團隊結成。
- 11月14日，正式就任2011年度世界杯排球赛“特別應援者”。
- 11月16日，首張單曲發表。

### 2012年
- 1月5日，就任第64届全日本高中生排球錦標賽“熱情支持者”。
- 4月，參與綜藝節目（后改名為)的演出。
- 4月5日，廣播節目《Sexy Zone and QRzone》正式播出。
- 4月11日，第2張單曲《Lady Diamond》發行。
- 5月19日，就任2012年伦敦奥运会排球预选赛總決賽“特別應援者”。
- 10月3日，第3張單曲發行。
- 11月14日，首張錄音室專輯發行。

### 2013年
- 5月1日，第4張單曲《Real Sexy!/BAD BOYS》發行。
- 10月9日，第5張單曲《「バィバィDuバィ〜See you again〜/A MY GIRL FRIEND》發行。
- 12月31日，首次出演『NHK紅白歌合戰』。

### 2014年
- 2月19日，第2張專輯《Sexy Second》發行。
- 3月2日，Sexy Zone第一個冠名節目『Sexy Zone CHANNEL』播放。
- 5月14日，第6張單曲《King & Queen & Joker》發行。
- 10月1日，第7張單曲《男 never give up》發行。
- 11月19日，第8張單曲《對你一見鍾情》發行。
- 12月31日，第65屆NHK紅白歌合戰上，「對你一見鍾情」改編成「對紅白一見鍾情」為開場第一曲。

### 2015年
- 3月2日，被2015世界盃排球賽大會組織委員會任命中島、菊池及佐藤為正式領航員。雖然一直以來都是由傑尼斯事務所的歷代小組擔任該節目特別支援者，不過此次是史上首回被大會組織委員會委任。
- 3月11日，第3張專輯『Sexy Power3』發行。
- 3月29日，「Sexy Zone Sexy Power Tour」的最終公演上、發表了從出道開始累計演唱會現場觀眾人數突破一百萬。
- 7月1日，第9張單曲《Cha-Cha-Cha Champion》發行。
- 8月，「Sexy Zone A.B.C-Z　Summer Paradise in TDC」上、中島、菊池及佐藤各自舉行了個人演唱會。
- 12月16日，第10張單曲《Colorful Eyes》發行。
- 12月31日，第66屆NHK紅白歌合戰上，「Cha-Cha-Cha Champion」改編成「日本　Cha-Cha-Cha Champion」表演。

### 2016年
- 1月5日 - 10日，擔任第68回全日本高中排球錦標賽的的應援支持者。
- 1月13日，DVD&Blu-ray『Summer Paradise in TDC』發行。
- 2月24日，第4張專輯《Welcome to Sexy Zone》發行。
- 3月25日，在五個都市舉行『Welcome to Sexy Zone Tour』演唱會。
- 5月4日，第11張單曲《直到勝利的一天》發行。
- 8月，『Johnnys's Summer Paradise 2016』上、中島、菊池及佐藤各自舉行了個人演唱會、松島聰及馬里烏斯葉兩人一起舉行演唱會。
- 9月7日，巡演DVD＆Blu-ray Disc『Welcome to Sexy Zone Tour』發行。
- 10月19日，第12張單曲《直呼君名》發行。
- 11月16日，第1張精選專輯五周年紀念Best album《Sexy Zone 5th Anniversary Best》發行。
- 12月31日，第67屆NHK紅白歌合戰上，「よびすて」改編成「よびすて红白'16」表演。

### 2017年
- 1月25日，DVD&Blu-ray『Johnnys' Summer Paradise 2016』發行。
- 3月25日，於5個城市舉行『Sexy Zone presents Sexy Tour 2017 ～ STAGE』公演決定。
- 3月29日，第13張單曲單曲《ROCK THA TOWN》發行。
- 10月4日，第14張單曲單曲《Gyutto》發行。
- 12月31日，參加「第68屆NHK紅白歌合戰」。演唱「ぎゅっと」。

### 2018年
- 2月14日，第5張專輯《XYZ=repainting》發行。
- 3月24日，於7個城市（北海道、大阪、名古屋、福岡、宮城、靜岡、橫濱）舉行『Sexy Zone repainting Tour 2018』公演。
- 6月6日，第15張單曲《Innocent Days》發行。
- 7月18日，DVD&Blu-ray『Summer Paradise 2017』發行。
- 8月25日・26日，擔任日本電視台節目『24小時電視41「愛心救地球」』的主持人
- 11月28日，松島聰突發性恐慌症的惡化，於是親手寫聲明稿宣布為了專心治療病情將無限期休止活動。
- 12月5日，第16張單曲《機關算盡的溫柔/素顏KISS》發行。
- 12月31日，參加「第69屆NHK紅白歌合戰」。以四人體制演唱由「機關算盡的溫柔」改編成「機關算盡的溫柔～2018紅白.ver～」。

### 2019年
- 1月9日，DVD&Blu-ray『SEXY ZONE repainting Tour 2018』發行。
- 3月13日，第6張專輯《PAGES》發行。
- 3月24日，於9個城市（宮城、靜岡、大阪、北海道、新潟、神奈川、福岡、長野、和歌山）舉行『Sexy Zone LIVE TOUR 2019 PAGES』公演。
- 8月28日，DVD&Blu-ray『Sexy Zone LIVE TOUR 2019 PAGES』發行。
- 10月23日，第17張單曲《麒麟の子/Honey Honey》發行。

### 2020年
- 2月5日，第7張專輯《POP × STEP!?》發行。
- 3月24日，唱片廠牌移籍至傑尼斯事務所與日本環球音樂合作的「Top J Records」。
- 8月5日，第18張單曲《RUN》發行。
- 8月12日，事務所發聲明指松島回歸幕前及Sexy Zone，並重啟活動。
- 10月29日，於Johnny's  net online配信『Sexy Zone POP × STEP!? LIVE TOUR 2020』線上演唱會公演。
- 11月4日，第19張單曲《NOT FOUND》發行。
- 12月2日，因馬里烏斯身體狀況欠佳，事務所發聲明表示一定期間內的暫停活動。

### 2021年
- 1月23日，在Johnny's net online上舉行第一次線上fan meeting『SZ10TH ONLINE FAN MEETING - Vol.1 -』。
- 2月10日，DVD&Blu-ray『Sexy Zone POP×STEP!? TOUR 2020』發行。
- 3月3日，第2張精選專輯十週年紀念《SZ10TH》發行。
- 3月24日，第20張單曲《LET'S MUSIC》發行。
- 3月26日，於8個城市（大阪、愛知、神奈川、廣島、新潟、北海道、福岡、宮城）舉行『Sexy Zone Anniversary Tour 2021 SZ10TH』公演。
- 8月4日、第21張單曲《夏天的繡球花》發行。

### 2022年
- 1月26日，DVD&Blu-ray『Sexy Zone Sexy Zone Anniversary Tour 2021 SZ10TH』發行。
- 6月1日，第8張專輯《THE HIGHLIGHT》發行。
- 6月18日，於7個城市（北海道、新潟、愛知、大阪、宮城、神奈川、靜岡）舉行『Sexy Zone LIVE TOUR 2022 THE HIGHLIGHT』公演。
- 9月7日，第22張單曲《Trust Me, Trust You》發行。
- 11月30日，獲得GQ JAPAN的年度頒獎典禮「GQ MEN OF THE YEAR 2022」中的「MEN OF THE YEAR POP ICON」獎項。
- 12月16日，於2個城市（東京、大阪）舉行首次巨蛋公演『Sexy Zone DOME TOUR 2022 THE HIGHLIGHT』。
- 12月27日，開設官方Instagram帳號。同日，事務所發布聲明公告，自2020年底起暫停活動的馬里烏斯將退出團體、與事務所解約並離開演藝圈。12月31日舉行的「傑尼斯跨年演唱會2022-2023」為馬里烏斯的最後活動。

### 2023年
- 3月8日，DVD&Blu-ray『Sexy Zone Dome Tour 2022 THE HIGHLIGHT』發行。
- 5月3日，第23張單曲《Cream》發行。
- 6月7日，第9張專輯《Chapter Ⅱ》發行。
- 6月10日，於7個城市（靜岡、北海道、愛知、神奈川、宮城、熊本、大阪）舉行『Sexy Zone LIVE TOUR 2023』公演。
- 9月20日，第24張單曲《本音和建前》發行。
- 10月5日，於粉絲俱樂部公開表明，團名將會進行改名。
- 12月2日，於3個城市（福岡、大阪、東京）舉行『SEXY ZONE LIVE TOUR 2023 Chapter II in DOME』公演。
- 12月13日，第25張單曲《人生遊戲》發行。
- 12月28日，所屬廠牌「Top J Records」於隔年1月起更名為「Over The Top」。

### 2024年
- 1月8日，宣布團名將於4月起更改，同時中島離開團體。3月31日當天將於線上舉行4人體制最後的演唱會。
- 3月6日，第26張單曲《puzzle》發行。
- 3月31日，線上直播4人體制最後的演唱會『Sexy Zone ONLINE LIVE』。
- 4月1日，公布團名、由Sexy Zone更名為timelesz。
- 4月24日，DVD&Blu-ray『SEXY ZONE LIVE TOUR 2023 ChapterII in DOME』發行。
- 5月1日，公布舉行新成員選拔企劃「timelesz project」。
- 6月22日，於7個城市（北海道、愛知、靜岡、神奈川、宮城、福岡、大阪）舉行改名後首次公演『We’re timelesz Live Tour 2024 episode 0』。

### 2025年
- 2月15日，於「timelesz project」選出5名新成員：豬俁周杜、篠塚大輝、橋本將生、寺西拓人、原嘉孝。timelesz以8人體制展開演藝活動。
- 5月28日，獲得亞洲明星藝人獎2025的「ASEA THE BEST ARTIST」及「ASEA THE PLATINUM」兩項獎項

## 音樂作品

### 單曲
| 序號               | 發行日期       | 作品名稱                                                                                            | 最高排名      | 備註 |
| 波麗佳音 時期      | 波麗佳音 時期  | 波麗佳音 時期                                                                                       | 波麗佳音 時期 | 波麗佳音 時期 |
| ------------------ | -------------- | --------------------------------------------------------------------------------------------------- | ------------- | --- |
| 1                  | 2011年11月16日 | Sexy Zone                                                                                           | 1位           | |
| 2                  | 2012年4月11日  | Lady Diamond（Lady ダイヤモンド）                                                                   | 1位           | |
| 3                  | 2012年10月3日  | Sexy Summer下雪了（Sexy Summerに雪が降る）                                                          | 1位           | 單曲中收錄的《》由松島聰、馬里烏斯葉 與另外六個小傑尼斯合唱。 |
| 4                  | 2013年5月1日   | Real Sexy!/BAD BOYS                                                                                 | 1位           | 歌曲《BAD BOYS》為中島健人主演的日本電視台電視劇「BAD BOYS J」的主題曲，由中島、菊池和佐藤三人演唱                                                                                         |
| 5                  | 2013年10月9日  | Bye Bye 杜拜 ～See you again～/A MY GIRL FRIEND（バィバィDuバィ〜See you again〜/A MY GIRL FRIEND） | 1位           | 歌曲《A MY GIRL FRIEND》為佐藤勝利主演的日本電視台電視劇「49」的主題曲，由中島、菊池和佐藤三人演唱                                                                                         |
| 6                  | 2014年5月14日  | King & Queen & Joker                                                                                | 1位           | |
| 7                  | 2014年10月1日  | 男 never give up                                                                                    | 1位           | 中島、菊池、佐藤的三人體制單曲。 |
| 8                  | 2014年11月19日 | 對你一見鍾情（君にHITOMEBORE）                                                                      | 1位           | 中島、菊池、佐藤的三人體制單曲。 歌曲《君にHITOMEBORE》為中島健人主演的朝日電視台電視劇「黑服物語」的主題曲，由中島、菊池和佐藤三人演唱                                                    |
| 9                  | 2015年7月1日   | Cha-Cha-Cha Champion（Cha-Cha-Cha チャンピオン）                                                    | 1位           | 中島、菊池、佐藤的三人體制單曲。 《Cha-Cha-Cha チャンピオン》一曲被世界盃排球賽大會組織委員會任命為2015年世界盃女子排球賽日方主題曲，由Sexy Zone與Sexy Family合唱                          |
| 10                 | 2015年12月16日 | Colorful Eyes（カラフル Eyes）                                                                      | 1位           | 歌曲《MAKE MY DAY》為中島健人主演的電視劇及電影「我才不會對黑崎君說的話言聽計從」的主題曲。 歌曲《ロマンティックに勝利をつかめ》為春之高校排球2016大會形象歌曲                             |
| 11                 | 2016年5月4日   | 直到勝利的那一天（勝利の日まで）                                                                    | 1位           | 歌曲《勝利の日まで》為TBS及富士電視台系列的2016年里約熱內盧奧運會排球世界最終予選的主題曲。                                                                                                |
| 12                 | 2016年10月19日 | 直呼其名（よびすて）                                                                                | 1位           | 歌曲《君だけFOREVER》為成員中島健人主演的日本電視台電視劇「都市警衛24」的主題曲。 |
| 13                 | 2017年3月29日  | ROCK THA TOWN                                                                                       | 1位           | 歌曲《ROCK THA TOWN》為西裝品牌「AOKI Fresher」廣告曲。 歌曲《Stand up! Speak out!》為春之高校排球賽2017的形象歌曲。                                                                       |
| 14                 | 2017年10月4日  | 紧紧地（ぎゅっと）                                                                                  | 1位           | 歌曲《ぎゅっと》為成員菊池風磨主演的電視連續劇「我的房間」（吾輩の部屋である）的主題曲。                                                                                                   |
| 15                 | 2018年6月6日   | Innocent Days（イノセントデイズ）                                                                   | 1位           | 歌曲《イノセントデイズ》為成員佐藤勝利出演的日本電視台電視連續劇「Miss Devil 人事惡魔·椿真子」的插入曲。                                                                                   |
| 16                 | 2018年12月5日  | 機關算盡的溫柔/素顏KISS（カラクリだらけのテンダネス/すっぴんKISS）                                  | 1位           | 歌曲《カラクリだらけのテンダネス》為成員中島健人主演的日本電視台電視連續劇「小偷刑警-警視廳搜查三課-」的主題曲。 歌曲《すっぴんKISS》為美妝品牌「KOSE COSMEPORT」「Softymo」的廣告曲。     |
| 17                 | 2019年10月23日 | 麒麟之子/Honey Honey（麒麟の子/Honey Honey）                                                        | 1位           | 歌曲《麒麟の子》為成員佐藤勝利及King & Prince成員高桥海人雙主演的日本電視台電視連續劇/電影「黑色校規」的主題曲。 歌曲《Honey Honey》為美妝品牌「KOSE COSMEPORT」「Softymo」的廣告曲。      |
| Top J Records 時期 |                | |               | |
| 18                 | 2020年8月5日   | RUN                                                                                                 | 1位           | 歌曲《RUN》為成員中島健人及King & Prince成員平野紫耀雙主演的日本電視台電視連續劇「未滿警察Midnight Runner」的主題曲。                                                                      |
| 19                 | 2020年11月4日  | NOT FOUND                                                                                           | 1位           | 歌曲《NOT FOUND》為成員菊池風磨主演的日本電視台電視連續劇「巴別九朔」的主題曲。 |
| 20                 | 2021年3月24日  | LET'S MUSIC                                                                                         | 1位           | 歌曲《LET'S MUSIC》為成員佐藤勝利及Kis-My-Ft2成員北山宏光雙主演的日本電視台電視連續劇「在大澡堂等你」的主題曲。                                                                            |
| 21                 | 2021年8月4日   | 夏天的繡球花（夏のハイドレンジア）                                                                  | 1位           | 歌曲《夏のハイドレンジア》為成員中島健人主演的富士電視台電視連續劇「她很漂亮」的主題曲，此單曲榮獲第109回日劇學院賞最佳電視劇歌曲。                                                        |
| 22                 | 2022年9月7日   | Trust Me, Trust You.                                                                                | 1位           | 歌曲《Trust Me, Trust You.》為成員菊池風磨出演的朝日電視台週六好劇時段電視連續劇「朋友遊戲R4」的主題曲。 歌曲《Sleepless》為成員佐藤勝利主演的東京電視台電視連續劇「紅色呼叫鈴」的片頭曲。 |
| 23                 | 2023年5月3日   | Cream                                                                                               | 1位           | 歌曲《Cream》為成員菊池風磨主演的東京電視台電視連續劇「隔壁男生經常吃」的插入曲。 |
| 24                 | 2023年9月20日  | 本音和建前（本音と建前）                                                                            | 1位           | 歌曲《本音和建前》為成員菊池風磨主演的富士電視台電視連續劇「我們假結婚吧」的主題曲。 歌曲《Try This One More Time》為電影「變形金剛：萬獸崛起」日文配音版主題曲。                          |
| 25                 | 2023年12月13日 | 人生遊戲                                                                                            | 1位           | 歌曲《人生遊戲》為成員菊池風磨主演的日本電視台電視連續劇「稅調～「繳不了稅」是有原因的～」的主題曲。                                                                                       |
| Over The Top 時期  |                | |               | |
| 26                 | 2024年3月6日   | puzzle                                                                                              | 1位           | 歌曲《puzzle》為成員中島健人主演的富士電視台電視連續劇「客廳裡的松永先生」的主題曲。 |
| 27                 | 2024年11月20日 | because                                                                                             | 1位           | 菊池、佐藤、松島的3人體制單曲、改名timelesz後首張單曲。 歌曲《because》為成員菊池風磨主演的朝日電視台電視連續劇「我們陷入戀愛的理由」的主題曲。                                            |
| 28                 | 2024年11月12日 | Steal The Show / レシピ                                                                             |               | 8人體制首張單曲。 歌曲《Steal The Show》為日本電視台籃球比賽應援曲。 |

### 數位單曲
| 序號 | 發行日期      | 作品名稱        | 最高排名 | 備註                               |
| ---- | ------------- | --------------- | -------- | ---------------------------------- |
| 1    | 2025年2月28日 | Rock this Party |          | timelesz project最終審查發表之新曲 |

### 專輯
| 序號               | 發行日期       | 專輯名稱             | 最高排名      |
| 波麗佳音 時期      | 波麗佳音 時期  | 波麗佳音 時期        | 波麗佳音 時期 |
| ------------------ | -------------- | -------------------- | ------------- |
| 1                  | 2012年11月14日 | one Sexy Zone        | 1位           |
| 2                  | 2014年2月19日  | Sexy Second          | 1位           |
| 3                  | 2015年3月11日  | Sexy Power3          | 1位           |
| 4                  | 2016年2月24日  | Welcome to Sexy Zone | 1位           |
| 5                  | 2018年2月14日  | XYZ=repainting       | 1位           |
| 6                  | 2019年3月13日  | PAGES                | 1位           |
| 7                  | 2020年2月5日   | POP × STEP!?         | 1位           |
| Top J Records 時期 |                |                      |               |
| 8                  | 2022年6月1日   | THE HIGHLIGHT （ザ・ハイライト）   | 1位           |
| 9                  | 2023年6月7日   | Chapter II           | 1位           |
| 10                 | 2025年6月11日  | FAM                  | 1位           |

### 迷你專輯
| 序號              | 發行日期          | 專輯名稱          | 最高排名          |
| Over The Top 時期 | Over The Top 時期 | Over The Top 時期 | Over The Top 時期 |
| ----------------- | ----------------- | ----------------- | ----------------- |
| 1                 | 2024年6月19日     | timelesz          | 1位               |

### 精選專輯
| 序號               | 發行日期       | 專輯名稱                       | 最高排名      |
| 波麗佳音 時期      | 波麗佳音 時期  | 波麗佳音 時期                  | 波麗佳音 時期 |
| ------------------ | -------------- | ------------------------------ | ------------- |
| 1                  | 2016年11月16日 | Sexy Zone 5th Anniversary Best | 1位           |
| Top J Records 時期 |                |                                |               |
| 2                  | 2021年3月3日   | SZ10TH                         | 1位           |

### 數位精選專輯
| 序號 | 發行日期      | 專輯名稱              | 最高排名 |
| ---- | ------------- | --------------------- | -------- |
| 1    | 2025年2月28日 | Hello! We're timelesz |          |

### 音像製品
| 序號               | 發行日期      | 作品名稱                                       | 最高排名      | 備註          |
| 波麗佳音 時期      | 波麗佳音 時期 | 波麗佳音 時期                                  | 波麗佳音 時期 | 波麗佳音 時期 |
| ------------------ | ------------- | ---------------------------------------------- | ------------- | ------------- |
| 1                  | 2012年8月15日 | Sexy Zone競技場演唱會2012                      | DVD類第一名   | 藍光類第二名  |
| 2                  | 2013年2月13日 | [ 25 ]                                         | DVD類第二名   | 藍光類第一名  |
| 3                  | 2013年8月28日 | Sexy Zone Japan Tour 2013                      | DVD類第一名   | 藍光類第四名  |
| 4                  | 2014年8月12日 | Sexy Zone Spring Tour Sexy Second              | DVD類第一名   | 藍光類第一名  |
| 5                  | 2015年1月4日  | Sexy Zone summer concert 2014                  | DVD類第二名   | 藍光類第二名  |
| 6                  | 2015年9月9日  | Sexy Zone Sexy Power Tour                      | DVD類第一名   | 藍光類第二名  |
| 7                  | 2016年1月13日 | Sexy Zone Summer Paradise in TDC               | DVD類第一名   | 藍光類第二名  |
| 8                  | 2016年9月7日  | Welcome to Sexy Zone Tour                      | DVD類第一名   | 藍光類第二名  |
| 9                  | 2017年1月25日 | Johnnys' Summer Paradise 2016                  | DVD類第一名   | 藍光類第三名  |
| 10                 | 2017年9月6日  | Sexy Zone presents Sexy Tour 2017 ～ STAGE     | DVD類第一名   | 藍光類第一名  |
| 11                 | 2018年7月18日 | Summer Paradise 2017                           | DVD類第一名   | 藍光類第一名  |
| 12                 | 2019年1月9日  | SEXY ZONE repainting Tour 2018                 | DVD類第一名   | 藍光類第一名  |
| 13                 | 2019年8月28日 | Sexy Zone LIVE TOUR 2019 PAGES                 | DVD類第一名   | 藍光類第一名  |
| Top J Records 時期 |               |                                                |               |               |
| 14                 | 2021年2月10日 | Sexy Zone POP×STEP!? TOUR 2020                 | DVD類第一名   | 藍光類第一名  |
| 15                 | 2022年1月26日 | Sexy Zone Anniversary Tour 2021 SZ10TH         | DVD類第一名   | 藍光類第一名  |
| 16                 | 2023年3月8日  | セクシーゾーン ドームツアー2022 ザ・ハイライト | DVD類第一名   | 藍光類第一名  |
| Over The Top 時期  |               |                                                |               |               |
| 17                 | 2024年4月24日 | SEXY ZONE LIVE TOUR 2023 ChapterII in DOME     | DVD類第一名   | 藍光類第一名  |
| 1                  | 2025年1月22日 | We're timelesz LIVE TOUR 2024 episode0         | DVD類第一名   | 藍光類第一名  |

## 影劇作品
成員單獨參與作品請參照其個人頁面

### 音樂節目
- (2011年 - 2019年，NHK BS Premium）[30]

### 綜藝節目
- 戀愛‧加油部（恋する・ガンバレー部）（2011年10月24日 - 11月3日，富士電視台）[31][32]
- 現實範圍Z（リアルスコープZ）（2012年4月7日 - 2015年3月14日，富士電視台）[33][34] 备注：2012年10月20日之后节目改名为。[35]
- 戀愛‧加油部（恋する・ガンバレー部）第二季（2012年5月14日 - 17日、5月28日 - 31日，富士電視台）[4]
- 第41屆 24小時電視 「愛心救地球」（2018年8月25日・26日，日本電視台） - 主要主持人
- RIDE ON TIME（富士電視台）
  - Season3 Sexy Zone ～結成第9年的糾葛～ （2020年10月21日〔20日深夜〕 - 12月12日〔11日深夜〕）
  - Season3 Sexy Zone特別編 〜他們所看到的未來〜 （2021年2月20日〔19日深夜〕）
  - Season5 Sexy Zone ～新篇章開幕～（2022年12月3日〔2日深夜〕 - 2023年1月7日〔6日深夜〕）

### 冠名節目
- Sexy Zone in OKINAWA（2013年11月16日，富士電視台TWO（日语：フジテレビTWO）） - 菊池、佐藤、馬里烏斯葉出演
- Sexy Zone CHANNEL（2014年2月26日 - 2015年3月1日，富士電視台TWO・NOTTV）
- Sexy Zone的3日內是否能改變人生!?（2018年4月12日〔11日深夜〕・7月1日・8月13日・2019年5月21日，日本電視台）
- 山里亮太和Sexy Zone~女性思維會拋棄男人~（2020年2月16日〔15日深夜〕，中京電視台）
- Sexy Zone的進化論（2020年4月10日 - 2020年10月23日，富士電視台TWO）
- timelesz Man（2025年4月21 - ，富士電視台）

### 廣告
- NOTTV Sexy Zone CHANNEL「轉動篇」（2014年3月1日）
- 樂天集團 Friutio「水果籃篇」（2014年3月18日）
- AOKIホールディングス「紳士服(スーツ)」（2017年2月1日 - ）
- 高絲 cosmeport「Softimo」（2018年11月1日 - 2019年）
- 傑尼斯事務所「傑尼斯商店」大使（2023年4月 - ）

### 排球應援
- 2011年世界盃女子排球賽（2011年11月4日 - 12月4日，富士電視台）——特别應援者[9]
- 第64届全日本高中生排球錦標賽（2012年1月5日 - 9日，富士電視台）——熱情支持者[36]
- 倫敦奧運會排球最終預選赛（2012年5月19日 - 6月10日，富士電視台・TBS） ——特别應援者[37][38]
- 第65屆全日本高中生排球錦標賽（2013年1月5日 - 1月13日，富士電視台）——熱情支持者[39]
- 第66届全日本高中生排球錦標賽（2014年1月5日 - 1月12日，富士電視台）——熱情支持者
- 2014年世界排球大獎賽（2014年8月20日 - 8月24日，富士電視台）——特别應援者
- 第67届全日本高中生排球錦標賽（2015年1月4日 - 1月11日，富士電台）——熱情支持者（中島、菊池、佐藤）
- 2015年世界盃女子排球賽（2015年8月22日 - 9月23日，富士電視台）——特别應援者（中島、菊池、佐藤）
- 第68届全日本高中生排球錦標賽（2016年1月5日 - 1月10日，富士電視台）——應援支持者
- 里約熱內盧奧運會女排世界資格賽和亞洲區預選賽（2016年5月14日 - 6月5日、富士電視台）——特别應援者
- 第70届全日本高中生排球錦標賽（2018年1月4日 - 8日，富士電視台）- 熱情支持者（佐藤、松島、馬里烏斯葉）
- 第71届全日本高中生排球錦標賽（2019年1月12日 - 13日，富士電視台）- 熱情支持者（佐藤、馬里烏斯葉）

### 廣播節目
- →（2012年4月5日 － ，文化放送）[40]
- らじらー！SATURDAY（2016年4月2日 － 2019年3月30日，NHK廣播1台）
- Sexy Zone All Night-NIPPON P remium（2020年10月19日，日本放送）

### 舞台劇
- Johnny's Dome Theatre 〜SUMMARY〜（2012年8月11日 - 15日，梅田藝術劇場 / 8月21日 - 9月2日，TOKYO DOME CITY HALL）
- JOHNNY'S World（2012年11月10日 - 2012年12月30日、2013年1月1日 - 2013年1月27日，帝國劇場） - 中島、菊池、佐藤
- Live House杰尼斯银座（2013年4月28日・5月12日・5月26日，創新劇場） - 松島、馬里烏斯葉
- JOHNNYS' 2020 WORLD（2013年12月7日 - 2014年1月27日） - 中島、菊池、佐藤
- 2015新春 JOHNNYS' World（2015年1月1日 - 1月27日） - 中島、佐藤、馬里烏斯葉
- DREAM BOYS（2015年9月12日 - 9月20日） - 菊池、馬里烏斯葉
- JOHNNYS'ALL STARS ISLAND（2016年12月3日 - 2017年1月24日）- 佐藤勝利
- JOHNNYS' 2020 WORLD -JOHNNYS' 2020 World-（2013年12月7日 - 2014年1月27日，帝國劇場） - 菊池、佐藤、中島

### 其他
- 小傑尼斯選拔 棒球大會 2012 春（2012年3月18日，東京巨蛋）
- 2012 神宮外苑煙火大會（2012年8月10日，東京・國立競技場）
- 『東京巨蛋全員集合』多謝大家！傑尼斯棒球大會（2016年4月13日，東京巨蛋）
- 傑尼斯大運動會2017（2017年4月16日，東京巨蛋）
- '嵐のワクワク学校 2017〜毎日がもっと輝くみんなの保健体育〜（2017年6月17日・18日，大阪京瓷巨蛋 / 7月8日・9日，東京巨蛋）
- 嵐のワクワク学校 2018〜毎日がもっと輝く5つの部活！〜（2018年6月9日・10日，大阪京瓷巨蛋 / 6月30日・7月1日，東京巨蛋）
- SZ10TH ONLINE FAN MEETING - Vol.1 -（2021年1月23日，Johnny's net online）
- SZ10TH ONLINE FAN MEETING - Vol.2 - 〜結成10周年SP〜（2021年9月29日，Johnny's net online）

## 書刊作品

### 寫真集
- 《Sexy Zone First寫真集 Sweetz》（出版日期：2012年8月1日；出版社：集英社）ISBN 978-4-08-102145-1[41][42][43]
- 《Sexy Zone 2nd寫真集 『Be Sexy!』》（出版日期：2014年10月30日；出版社：集英社）

### 雜誌連載
- 刊載於（2012年迄今，學習研究社發行）[30]
- 刊載於（2012年迄今，學習研究社發行）[30]
- 刊載於《Ribon》（2012年迄今，集英社發行）[30]
- 刊載於（2012年迄今，角川書店發行）[30]

## 演唱會

### Sexy Zone名義
| 年份   | 演唱會名稱                                 | 演出時間                      | 演出城市數量及場數                | 演出場所 | 備註 |
| ------ | ------------------------------------------ | ----------------------------- | --------------------------------- | --- | --- |
| 2011年 | （Kis-My-Ft2與小傑尼斯）                   | 9月29日                       | 1座城市 1場演出                   | 帝国劇場 | 首次披露演出 |
| 2012年 |                                            | 2月11日至12日 2月18日至19日   | 2座城市 11場演出                  | 東京國際論壇大樓（2月11日至12日） 梅田藝術劇場（2月18日至19日） | 首场团队演唱会 |
| 2012年 | Sexy Zone競技場演唱會2012                  | 3月29日至30日 4月1日          | 2座城市 5場演出                   | 橫濱體育館（3月29日至30日） 大阪城展演廳（4月1日） | |
| 2012年 |                                            | 8月11日至15日 8月21日至9月2日 | 2座城市 26場演出                  | 梅田藝術劇場（8月11日至15日） Tokyo Dome City Hall（8月21日至9月2日） | |
| 2013年 | 2013                                       | 1月2日至3日 1月4日至6日       | 2座城市 7場演出                   | 大阪城展演廳（1月2日至3日） 橫濱體育館（1月4日至6日） | |
| 2013年 |                                            | 3月26日至5月6日               | 5座城市 8場演出                   | 福岡太陽宫（3月26日） 名古屋NGK體育館彩虹廳（4月4日） 神户世界音樂廳（4月13日至14日） 札幌NITORI文化廳（4月20日） 橫濱體育館（5月3日至6日） | 首场日本全国巡回演唱会 |
| 2014年 |                                            | 3月26日至5月6日               | 3座城市 14場演出                  | 名古屋NGK體育館彩虹廳 大阪城展演廳 橫濱體育館 | |
| 2014年 |                                            | 7月23日至8月6日               | 2座城市 10場演出                  | 埼玉超级體育館 神戶世界紀念廳 | |
| 2015年 |                                            | 8月1日至8月30日               | 1座城市 28場演出                  | Tokyo Dome City Hall | |
| 2015年 |                                            | 3月15日至5月28日              | 4座城市 10場演出                  | 福岡海洋展覽 橫濱體育館 大阪城展演廳 名古屋NGK體育館彩虹廳 | 佐藤、菊池、中島三人的solo concert同時舉行 |
| 2016年 | Welcome to Sexy Zone Tour                  | 3月25日至5月5日               | 5座城市 14場演出                  | | |
| 2016年 | Summer Paradise 2016                       | 8月3日至8月25日, 29日         | 1座城市 30場演出                  | | |
| 2017年 | Sexy Zone presents Sexy Tour 2017 〜 STAGE | 3月25日至5月7日               | 5座城市 18場演出                  | | |
| 2017年 | Summer Paradise 2017                       | 7月29日至8月20日              | 1座城市 35場演出                  | | |
| 2018年 | SEXY ZONE repainting Tour 2018             | 3月24日至5月6日               | 7座城市 18場演出                  | 北海道綜合體育中心（3月24日-25日） 大阪城展演廳（3月30日-4月1日） 名古屋日本礙子會館（4月4日-5日） 福岡海洋會展中心（4月7日-8日） 宮城縣総合運動公園宮城體育場（4月14日） 橫濱體育館 （5月2日-6日） | |
| 2019年 | Sexy Zone LIVE TOUR 2019 PAGES             | 3月16日至5月25日              | 9座城市 32場演出                  | 宮城・セキスイハイムスーパーアリーナ（3月16・17日） 靜岡・エコパアリーナ（3月23・24日） 大阪城展演廳（3月29日 - 31日） 北海道立総合体育センター（4月13・14日） 新潟・朱鷺メッセ 新潟コンベンションセンター（4月27・28日） 橫濱體育館（5月2日 - 6日） マリンメッセ福岡（5月10・11日） 長野・ビッグハット（5月18・19日） 和歌山ビッグホエール（5月25日）                   | 松島聰休養中 未參加 |
| 2020年 | Sexy Zone POP × STEP!? TOUR 2020           | 10月29日至10月30日            | 5場演出                           | 10月29日-31日於Johnny's net online進行線上現場直播 | 松島聰已於8月回歸，參與部份演出。 由於新冠肺炎疫情擴大的因素，原訂於3月14日-5月31日的演唱會取消舉行，後來加開於8月21日-11月1日的振替公演也取消舉行，之後於Johnny's net online進行線上現場直播                                     |
| 2021年 | Sexy Zone Anniversary Tour 2021 SZ10TH     | 3月25日至6月25日              | 8座城市 32場演出                  | 宮城・セキスイハイムスーパーアリーナ（3月20・21日） 大阪城展演廳（3月26日 - 26日） 日本ガイシホール（4月6・7日） 橫濱體育館（5月1日 - 5日） 広島グリーンアリーナ（5月8・9日） 朱鷺メッセ 新潟コンベンションセンター（5月15・16日） 真駒内セキスイハイムアイスアリーナ（5月29・30日） マリンメッセ福岡（6月25・26日） 宮城・セキスイハイムスーパーアリーナ（7月10・11日） | Marius休養中 未參加 由於日本緊急事態宣言的因素，原訂於3月20日・21日的演唱會取消舉行，並於7月10日・11日的振替公演，7月11日夜公演同時於Johnny's net online進行線上現場直播                                                          |
| 2022年 | Sexy Zone Live Tour 2022 THE ARENA         | 6月18日至8月21日              | 8座城市 34場演出 7座城市 30場演出 | 北海道綜合體育中心（6月18・19日） 新潟・朱鷺メッセ 新潟コンベンションセンター（7月2・3日） 愛知・日本ガイシ スポーツプラザ ガイシホール（7月6・7日） 福岡海洋會展中心A館（7月23・24日） 大阪城展演廳（7月30日・31日） 宮城・セキスイハイムスーパーアリーナ（8月6・7日） 橫濱體育館（8月10日 - 14日） 靜岡・エコパアリーナ（8月20・21日）                                 | Marius休養中 未參加 7月23・24日福岡演唱會因中島感染COVID-19而取消。關於神奈川・橫濱體育館演唱會，佐藤因身體不適（後確認感染COVID-19），只參與8月10日的演唱會。8月11日 - 14日的演唱會上以只有中島・菊池・松島3位成員的狀態下舉行。 |
| 2022年 | Sexy Zone Dome Tour 2022 THE HIGHLIGHT     | 12月16日至12月25日            | 2座城市 4場演出                   | 東京巨蛋（12月16・17日） 大阪巨蛋（12月24・25日） | 首次巨蛋演唱會 |
| 2023年 | SEXY ZONE LIVE TOUR 2023 Chapter Ⅱ         | 6月10日至8月23日              | 7座城市 25場演出                  | 靜岡・エコパアリーナ（6月10・11日） 北海道綜合體育中心（6月17・18日） 愛知・日本ガイシ スポーツプラザ ガイシホール（6月28・29日） 橫濱體育館（7月21日 - 25日） 宮城・セキスイハイムスーパーアリーナ（7月29・30日） グランメッセ熊本（8月5・6日） 大阪城展演廳（8月22日・23日）                                                                                           | |
| 2023年 | Sexy Zone LIVE TOUR 2023 Chapter Ⅱ in DOME | 12月2日至12月26日             | 3座城市 7場演出                   | 福岡PayPay巨蛋（12月2・3日） 大阪巨蛋（12月16・17日） 東京巨蛋（12月24日 - 26日） | 首次三大巨蛋巡演 |
| 2024年 | Sexy Zone ONLINE LIVE                      | 3月31日                       | 線上直播 1場演出                  | FAMILY CLUB online 官方Youtube 官方Instagram 成員個人Instagram | |

### timelesz名義
| 年份   | 演唱會名稱                                             | 演出時間                     | 演出城市數量及場數 | 演出場所 | 備註 |
| ------ | ------------------------------------------------------ | ---------------------------- | ------------------ | --- | --- |
| 2024年 | We’re timelesz Live Tour 2024 episode 0                | 6月22日至8月25日             | 7座城市 25場演出   | 北海道・真駒内屋内競技場 （6月22・23日） 愛知・Aichi Sky Expo（6月28・29日） 靜岡・エコパアリーナ（7月13・14日） 橫濱體育館（7月19日 - 23日） 宮城・セキスイハイムスーパーアリーナ（8月3・4日） 福岡海洋會展中心A館（8月11・12日）（8月5・6日） 大阪城展演廳（8月24日・25日）                        | 改名後首場演唱會 3人體制最初也是最後的演唱會                                                                                           |
| 2025年 | We’re timelesz Live Tour 2025 episode 1~FAM~           | 6月28日至8月24日             | 8座城市 24場演出   | 千葉・ LaLa體育館東京BAY（6月28・29日） 愛知・Aichi Sky Expo（7月5・6日） 福岡海洋會展中心A館（7月12・13日） 北海道・真駒内屋内競技場（7月19・20日） 大阪城展演廳（7月29日・30日） 橫濱體育館（8月6日・7日） 宮城・セキスイハイムスーパーアリーナ（8月16・17日） 靜岡・エコパアリーナ（8月23・24日） | - 8人體制首場演唱會 - 原 嘉孝及寺西拓人因工作的關係部分場是不出演 - 原 嘉孝：千葉場 - 寺西拓人：愛知場、福岡7/12、北海道7/19、大阪7/30 |
| 2025年 | We’re timelesz Live Tour 2025-2026 episode 1~FAM~ DOME | 2025年12月26日至2026年1月8日 | 2座城市 4場演出    | 大阪巨蛋（2025年12月26・27日） 東京巨蛋（2026年1月7日 - 8日） | - 8人體制首場巨蛋演唱會 |
| 2026年 | We’re timelesz Live Tour 2025-2026 episode 1~FAM~ DOME | 2025年12月26日至2026年1月8日 | 2座城市 4場演出    | 大阪巨蛋（2025年12月26・27日） 東京巨蛋（2026年1月7日 - 8日） | - 8人體制首場巨蛋演唱會 |

### 出典
1. 1 2 3 4  Mango. . 騰訊網.   [2013-05-07]. （原始内容存档于2014-08-21）.
2. ↑  . 產經體育. 2023-12-29  [2024-03-15]. （原始内容存档于2024-01-08） （日语）.
3. ↑  丽君. . 網易.   [2013-05-07]. （原始内容存档于2014-08-21）.
4. 1 2  . とれたてフジテレビ (フジテレビ). 2012年5月9日  [2012年5月15日]. （原始内容存档于2013年10月5日）.
5. 1 2 3 4  . nikkansports.com (日刊スポーツ新聞社). 2011-09-30  [2011-09-30]. （原始内容存档于2019-03-31）.
6. 1 2  . スポニチ Sponichi Annex (スポーツニッポン新聞社). 2011-09-30  [2011-09-30]. （原始内容存档于2011-10-02）.
7. 1 2 3 4  . スポーツ報知 (報知新聞社). 2011年9月30日  [2011-09-30]. （原始内容存档于2013年3月28日）.
8. ↑  マリウス葉. .  與阿部桃子的访谈. 2018-07-21  [2018-11-24].  AERA dot. （原始内容存档于2018-11-24）.
9. 1 2  . とれたてフジテレビ (富士電視臺). 2011-10-05  [2011-10-15]. （原始内容存档于2011-10-07）.
10. ↑  . Music Natalie. 2024-04-01  [2025-02-15] （日语）.
11. ↑  . Music Natalie. 2025-02-15  [2025-02-15] （日语）.
12. ↑  . ORICON STYLE (公信榜). 2011-11-22  [2012-08-09]. （原始内容存档于2011-12-16）.
13. ↑  . Sexy Zone Official Site. ポニーキャニオン.   [2012-03-17]. （原始内容存档于2012-03-16）.
14. ↑  . ORICON STYLE (公信榜). 2012-04-17  [2012-08-09]. （原始内容存档于2013-05-17）.
15. ↑  . Sexy Zone Official Site. ポニーキャニオン.   [2012-08-21]. （原始内容存档于2012-03-16）.
16. ↑  . ORICON STYLE (公信榜). 2012-10-09  [2012-10-12]. （原始内容存档于2012-10-11）.
17. ↑  . . 2012-08-20  [2012-08-21]. （原始内容存档于2013-09-27）.
18. ↑  . TOWER RECORDS ONLINE (). 2013-03-18  [2013-03-23]. （原始内容存档于2013-10-05）.
19. ↑  . Sexy Zone Official Site. .   [2012-10-12]. （原始内容存档于2012-03-16）.
20. ↑  . ORICON STYLE (). 2012-11-20  [2012-11-28]. （原始内容存档于2013-02-06）.
21. ↑  . oricon style. 2015-03-17  [2015-11-16]. （原始内容存档于2015-11-17）.
22. ↑  . oricon style. 2018-02-20  [2018-03-12]. （原始内容存档于2018-03-12）.
23. ↑  . Sexy Zone Official Site. ポニーキャニオン.   [2012-07-06]. （原始内容存档于2012-03-16）.
24. 1 2  . WEBオリ★スタ (オリコン). 2012-08-22  [2012-08-22]. （原始内容存档于2012-08-26）.
25. ↑  . Sexy Zone Official Site. ポニーキャニオン.   [2013-01-30]. （原始内容存档于2012-03-16）.
26. ↑  . oricon style.   [2015-11-16]. （原始内容存档于2015-11-17）.
27. ↑  . oricon style.   [2015-11-16]. （原始内容存档于2015-11-17）.
28. ↑  . oricon style. 2015-09-16  [2015-11-16]. （原始内容存档于2015-11-17）.
29. ↑  . oricon style. 2016-01-20  [2016-02-26]. （原始内容存档于2016-03-04）.
30. 1 2 3 4 5  . Johnny's net. 傑尼斯事務所.   [2012年7月6日]. （原始内容存档于2012年11月27日）.
31. ↑  . フジテレビ.   [2011-10-27]. （原始内容存档于2011-10-29）.
32. ↑  . フジテレビ.   [2011-10-27]. （原始内容存档于2011-11-08）.
33. ↑  . とれたてフジテレビ (フジテレビ). 2012-03-17  [2012-03-17]. （原始内容存档于2012-03-20）.
34. ↑  . SANSPO.COM (产经新闻). 2012-03-17  [2012-03-17]. （原始内容存档于2012-03-20）.
35. ↑  . フジテレビ.   [2013-01-30]. （原始内容存档于2012-12-19）.
36. ↑  . SANSPO.COM (产经新闻社). 2011年12月4日  [2011年12月4日]. （原始内容存档于2011年12月6日）.
37. ↑  . とれたてフジテレビ (フジテレビ). 2012-03-30  [2012-04-04]. （原始内容存档于2012-04-07）.
38. ↑  . 东京电视台. 2012-03-30  [2012-04-07]. （原始内容存档于2013-10-05）.
39. ↑  . とれたてフジテレビ (フジテレビ). 2012-12-12  [2013-01-30]. （原始内容存档于2013-01-26）.
40. ↑  . レコメン!. 文化放送.   [2012-04-04]. （原始内容存档于2013-05-02）.
41. ↑  . 国立国会図書館サーチ. 日本國立國會圖書館.   [2012-07-30].[永久]
42. ↑  . 集英社BOOK NAVI. 集英社.   [2013-02-01]. （原始内容存档于2013-01-11）.
43. ↑  . nikkansports.com (日刊スポーツ新聞社). 2012-07-30  [2012-07-30]. （原始内容存档于2012-08-01）.
44. ↑  . Johnny's net. ジャニーズ事務所.   [2011-12-25]. （原始内容存档于2008-05-22）.
45. ↑  . Sexy Zone Official Site. ポニーキャニオン.   [2012-10-12]. （原始内容存档于2012-10-27）.

## 外部連接
- timelesz｜STARTO ENTERTAINMENT
- Sexy Zone在傑尼斯事務所上的官方網站（页面存档备份，存于）（日語）
- Sexy Zone｜Over The Top （页面存档备份，存于）
- Sexy Zone - UNIVERSAL MUSIC JAPAN （页面存档备份，存于）
- Timelesz的X（前Twitter）
- Timelesz的Instagram帳戶
- Timelesz的TikTok
- YouTube上的Top J Records頻道
- Sexy Zone在波麗佳音上的官方網站（页面存档备份，存于）（日語）
- Sexy Zone｜Top J Records （页面存档备份，存于）